# Red Sonja (film, 2025)
Red Sonja är en amerikansk Sword and Sorcery-film från 2025 i regi av M. J. Bassett och skriven av Tasha Huo, baserad på karaktären med samma namn. Filmen har Matilda Lutz som titelkaraktär, tillsammans med Wallis Day, Robert Sheehan, Michael Bisping, Martyn Ford, Eliza Matengu, Rhona Mitra och Veronica Ferres.
Filmen hade premiär i Ryssland den 31 juli 2025, och fick en amerikansk biopremiär den 13 augusti 2025.

## Rollista
| Matilda Lutz     | – Red Sonja                   |
| Wallis Day       | – Annisia                     |
| Robert Sheehan   | – Draygan                     |
| Michael Bisping  | – Hawk                        |
| Martyn Ford      | – General Karlak              |
| Eliza Matengu    | – Amarak                      |
| Veronica Ferres  | – Ashera och Red Sonjas mamma |
| Katrina Durden   | – Saevus                      |
| Manal El-Feitury | – Ayala                       |

Även skådespelerskorna Rhona Mitra, Kate Nichols och Danica Davis har blivit rollbesatta i filmen, men deras respektive roller har ännu inte officiellt avslöjats.